# Olle Alberius

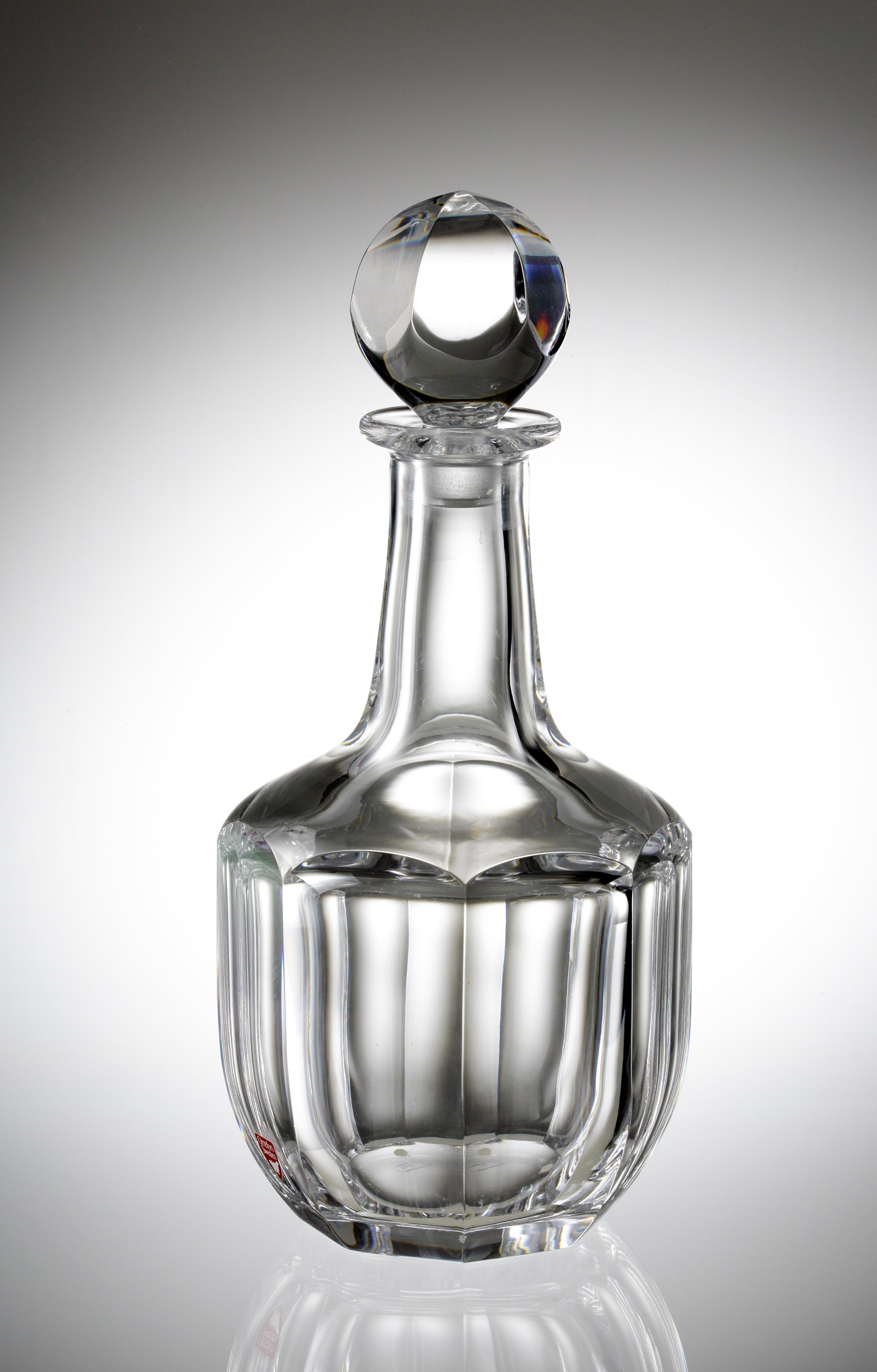
Karaff i kristallglas formgiven av Olle Alberius för Orrefors.

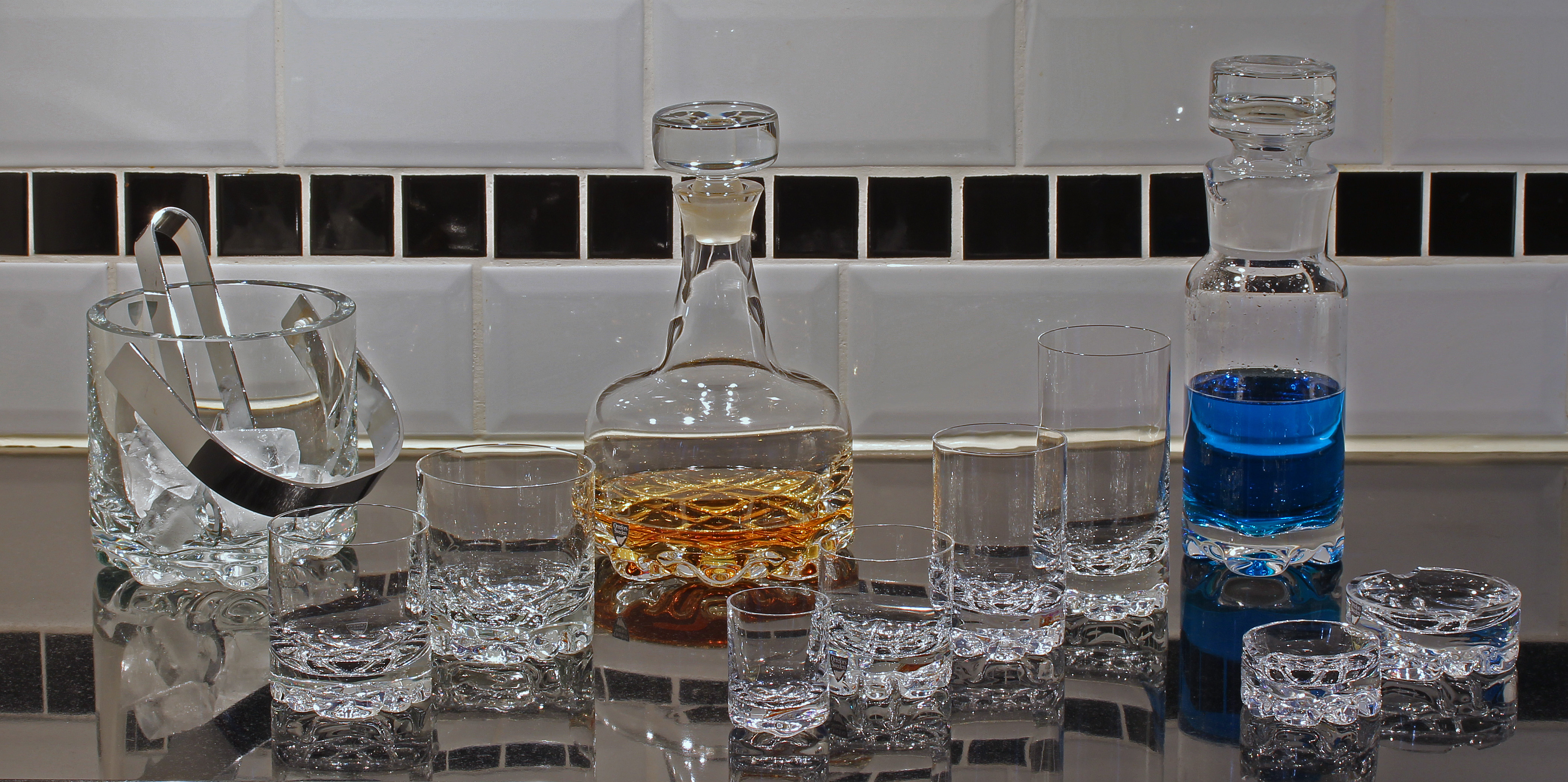
Erik barserie designad av Olle Alberius och tillverkad av Orrefors under 1980-talet.

Sven-Olof (Olle) Alberius, född 8 april 1926 i Jönköpings Sofia församling, Jönköpings län, död 12 juni 1993 i Orrefors i  Hälleberga församling, Kalmar län, var en svensk formgivare och glaskonstnär. Han var farbror till Anders Alberius.
Mellan åren 1957–1965 arbetade Olle Alberius i Strömstad som designer på SYCO, där skapade han ett stort antal serviser, figuriner, vaser och skålar. År 1965 går Alberius fru, Lisa Nilsson, bort och Olle Alberius flyttar då på heltid till Rörstrand, mellan 63 och 65 var han anställd både vid SYCO och Rörstrand. Alberius var 1963–1971 knuten till Rörstrands Porslinsfabrik, där han arbetade dels med konstgods, dels med bordsserviser i flintgods och fältspatsporslin. Från 1971 var han verksam vid Orrefors glasbruk där han komponerade såväl klassiska serviser som Victoria (1978) och Erik (1974), konstglas i ariel- och graalteknik samt slipade skulpturer i kristall. Alberius skapade skålen till Vårt Förenade Vatten som hade som mål att förena vatten från världens alla länder för Globträdet. Något som nu finns och skall överlämnas till UNEP 2022 på deras 50-årsdag av bildandet. Alberius finns representerad vid Nationalmuseum i Stockholm. Han är begravd på Dunkehalla kyrkogård i Jönköping.